# Крилов Олександр Миколайович
Крилов Олександр Миколайович (нім. Alexander Krylov) — російський філософ і соціолог, працівник російських закордонних центрів, організатор російської закордонної еміграції, керівник "Міжнародної академії імеджіології", директор "Вест-Ост інституту" у Берліні; потім священик римсько-католицької церкви у Німеччині.

## Біографія
Крилов народився в німецько-російській сім'ї в Росії. Здобув освіту в галузі історії , філософії, економіки. Захистив дисертацію в МДУ ім. М. В. Ломоносова з філософії та психоаналізу. Працював керівником соціально-педагогічної служби, вчителем, керівником відділу у Фонді «Діти Росії», заступником декана факультету економіки та управління Національного інституту бізнесу. У 2000 році переїхав до Німеччини. У 2001—2008 рр. керував науково-дослідною кооперацією і освітнім партнерством зі Східною Європою в Інституті світової економіки та міжнародного менеджменту Бременського університету, курирував програми співпраці німецьких компаній з українськими вузами. З 2008 року став професором Університету менеджменту та комунікацій в Потсдамі та директором Берлінського Вест-Ост інституту. У 2002 р. заснував серію міжнародних наукових конференцій «Дискурс: Захід-Схід» (West-Ost — Diskurs), присвячених соціально-економічним проблемам взаємини країн Західної та Східної Європи.

## Наукова діяльність
О. М. Крилов першим дослідив особливості психоаналізу в Східній Європі (1998), використовував ідеї психоаналізу у вивченні соціальних і корпоративних комунікацій . Першим на пострадянському просторі почав дослідження проблем корпоративної ідентичності і опублікував з цих проблем першу російськомовну книгу (2004). У 2004—2005 рр. . виступав з лекціями з корпоративної ідентичності в українських університетах. У його наукових працях з економіки та менеджменту велика увага приділяється питанням моралі та корпоративної соціальної відповідальності, підтримки демократії і свободи. У монографії «Еволюція ідентичностей» Олександр Крилов показав, що традиційні ідентичності в постіндустріальному суспільстві втрачають своє значення і поступаються новим ідентичностям. Він дотримується тези про те, що однією з основоположних ідентичностей людини була і залишається релігійна ідентичність. У книзі «Релігійна ідентичність» Крилов досліджував сучасне релігійне самосвідомість Європи. Останні роботи Крилова все більше присвячені темі релігії та етиці. Крилов О. М. є членом Євразійського економічного клубу вчених, членом Спілки журналістів, членом Товариства Йозефа Хофнер та інших громадських і професійних організацій.

## Книги
- Religiöse Identität: Individuelles und kollektives Selbstbewusstsein im postindustriellen Raum. West-Ost-Verlag Berlin 2012, ISBN 978-3-86297-003-2
- Evolution der Identitäten. Krise der industriellen Gesellschaft und neues Selbstverständnis der Individuen. West-Ost-Verlag Berlin 2010, ISBN 978-3-86297-000-1.
- Krylov, Alexander, Schauf, Tobias (Hg.): Internationales Management. Fachspezifische Tendenzen und Best-Practice. Lit Verlag, Berlin, 2008. — 436 S. (ISBN 978-3-8258-12-58-4)
- Крилов О. М. Основи комунікаційного менеджменту та паблік рилейшнз: Посібник для тренінгів, самоконтролю, практики ісемінаров. М: НИБ, 2007. — 144 с. (ISBN 978-5-8309-0231)
- Krylov, Alexander; Boenkost, Klaus: Karriere gestalten: Transnationaler Dialog zur Entwicklung von Personalmanagement und Arbeitsmarkt. Verlag NIB, Bremen/Moskau 2007, ISBN 978-5-8309-0260-1.
- Krylov, Alexander: Zur Frage der Reputation. Universität Bremen, 2006, ISBN 5-8309-0221-4.
- Sell, Axel; Krylov, Alexander: Government Relations: Interaktionen zwischen Wirtschaft, Politik und Gesellschaft. Peter Lang, 2009, ISBN 978-3-631-58487-3
- Крилов О. М. Корпоративна ідентичність для менеджерів і маркетологів. М.: Видавництво Ікар, 2004. — 222 с. (ISBN 5-7974-0084-7)
- Krylov, Alexander;Oberliesen, Rolf: Zukunft gestalten: Transnationaler Dialog zur Entwicklung von Bildung und Gesellschaft. Verlag NIB, Moskau 2004, ISBN 5-8309-0152-8
- Krylov, Alexander (Hrsg.) Public Relations im osteuropäischen Raum Dialog und Erfahrung auf der Basis gesellschaftlich-oekonomischer Transformation. Verlag Peter Lang, Bern / Berlin / Bruxelles / Frankfurt / Oxford / New York, 2003. 311 S. (ISBN 3-631-51014-4)
- Крилов О. М. Менеджмент комунікацій. Теорія і практика. М.: Видавництво Національного інституту бізнесу, 2002. — 202 с (ISBN 5-8309-0049-1)
- Krylov, A. (Hrsg.): Entwicklung von Public Relations als Spiegel der ökonomischen und sozialen Prozesse in Osteuropa. Uni Bremen, 2002.164 S.
- Крилов О. М. Комунікаційний менеджмент і PR. М., 2000. — 98 с. (ISBN 5-8309-0020-3)
- Крылов А. Н. Человек в российском психоанализе. М., 1999—204 с. (ISBN 5-8309-0022-X)